# Ute Pass
Der Ute Pass ist ein auf 2800 m über dem Meeresspiegel gelegener Gebirgspass in der Front Range, einer Bergkette der Rocky Mountains.
Der Pass ist nach dem Indianerstamm der Ute benannt, der den Pass als Übergang in die östlich der Berge gelegenen Prärien nutzte. 1887 erreichte der Bau der Colorado Midland Railroad den Pass; in unmittelbarer Nachbarschaft der Passhöhe wuchs in den folgenden Jahren die Stadt Divide heran. Die Bahnstrecke wurde 1918 stillgelegt. Seit 1926 ist die Straße über den Pass als Teil des U.S. Highway 24 ausgewiesen und ist heute als vierspuriger Highway ausgebaut.